# Église Saint-Fiacre de Dison
 (octobre 2016).
Si vous disposez d'ouvrages ou d'articles de référence ou si vous connaissez des sites web de qualité traitant du thème abordé ici, merci de compléter l'article en donnant les références utiles à sa vérifiabilité et en les liant à la section « Notes et références ».
Pour les articles homonymes, voir Église Saint-Fiacre.
L'église Saint-Fiacre est un édifice religieux catholique sis à Dison en province de Liège (Belgique). Une chapelle de 1740 est d'abord agrandie puis, au milieu du XIXe siècle, remplacée par l'église de style néoroman qui est l'église paroissiale d'aujourd'hui.

## Histoire
Dison, devenu bourg populeux au XVIIIe siècle, était éloigné de son église paroissiale (à Petit-Rechain). Aussi, en 1739, les fidèles catholiques disonnais demandent à la commune dont ils dépendaient, c'est-à-dire Petit-Rechain, l'autorisation d'ériger une chapelle. Celle-ci est construite en 1740 et dédiée à saint Fiacre que l'on invoque pour la préservation ou la guérison de maladies.
La population de Dison continue à s'accroitre de manière importante et le 17 pluviôse de l'an XIII (6 février 1805), le conseil communal de Dison (alors département français de l'Ourthe) décide d'agrandir la chapelle. Le coût de cet agrandissement est supporté par les habitants via des dons volontaires. Les travaux sont exécutés en 1808.
En date du 18 mai 1846, devant le conseil communal, le conseil de fabrique fait la proposition de construire une nouvelle église et cela à la suite d'un nouvel accroissement de la population disonnaise.
La pose de la première pierre a lieu le 25 octobre 1853. La construction de l'église dure cinq ans et coûte 240 000 francs belges. La nouvelle église, conçue en style néoroman par l'architecte Jean-Charles Delsaux, est consacrée le 29 juin 1858 par Monseigneur Théodore de Montpellier, évêque de Liège.

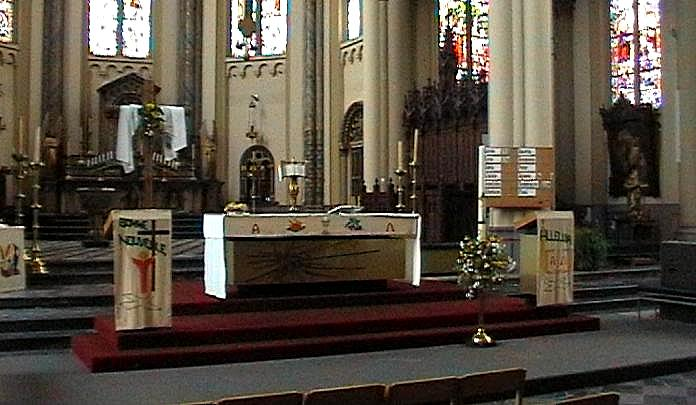
Autel de l'église Saint-Fiacre de Dison
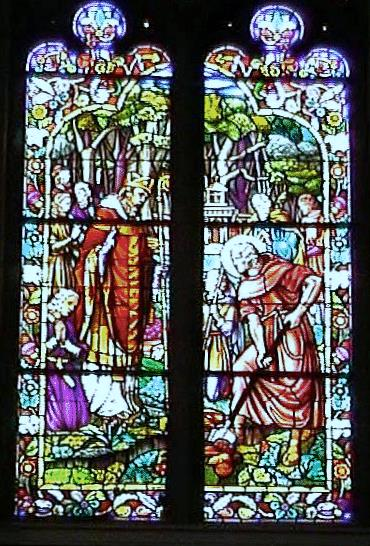
Vitrail de saint Fiacre, le jardinier, avec l'évêque de Meaux